# 岩切門二
岩切 門二（いわきり もんじ、万延元年（1860年）3月 - 明治29年（1896年）11月24日）は、日本の政治家、ジャーナリスト。川越進らと宮崎県再置運動で活躍した。

## 概要
柏原村（現宮崎市大字柏原）出身。慶應義塾で法制を学ぶ。
1873年（明治6年）1月に誕生した宮崎県は、1876年（明治9年）8月に鹿児島県に合併されてしまう。この鹿児島県から分離しようという分県運動に門二は参加し、1883年（明治16年）5月の宮崎県再置に貢献した。
運動中には弾劾演説で、鹿児島県令渡辺千秋を罵倒して検挙されたこともあるという。分県の議決をした同年2月の鹿児島県通常県会では、議長である川越進のもと書記長となった。
再置県後の門二の活動は、新聞の刊行と政党の結成へと向かう。1888年（明治21年）2月15日宮崎県初の新聞『宮崎新報』を発刊。門二はその主筆となった。一方、1889年（明治22年）3月の旧九州改進党の影響を受けた日州同志会の結成に参加。これが宮崎県の政党形成の大きなきっかけとなった。
1890年（明治23年）7月、日州大同倶楽部は解散し、倶楽部員は随意立憲自由党に加入することになり、門二もこれに参加している。1894年（明治27年）、第3回衆議院議員総選挙において宮崎1区から立候補し当選し、衆議院議員となったが、1896年（明治29年）に病没。享年37であった。